# Wilhelm Klinkerfues
Ernst Friedrich Wilhelm Klinkerfues, född 29 mars 1827 i Hofgeismar, Kurhessen, död 28 januari 1884 i Göttingen, var en tysk astronom och meteorolog.
Klinkerfues blev 1851 assistent till Carl Friedrich Gauss i Göttingen. Han blev 1856 observator, 1867 direktor vid observatoriet i nämnda stad samt 1863 professor vid därvarande universitet. Han upptäckte åtskilliga kometer, men hans huvudarbeten behandlar främst den teoretiska astronomin, bland annat beräkningen av planet- och kometbanor, planeternas absoluta perturbationer, sambandet mellan kometer och meteorströmmar. Hans mest kända arbete är Theoretische Astronomie (1872, ny omarbetad upplaga, utgiven av H. Buchholz 1899).
Klinkerfues begick självmord.
Asteroiden 112328 Klinkerfues är uppkallad efter honom.